# 诏息湖
诏息湖，又名御息湖、阼湖，历史上存在于今浙江省杭州市主城区内的湖泊，大致在杭州城北半山西麓至大运河之间，和临平湖、明圣湖、泛洋湖并为杭州史上四大湖泊。传说秦始皇南巡会稽途中到此，见钱塘江水波恶劣，诏令歇息于半山一带，湖名也由此而来。《水经注》载“浙江，北为诏息湖。湖本名阼湖，因秦始皇巡狩所憩，故有诏息之名也。为浙江出海所经之地。”《祥符图经》亦载：“御息湖，在仁和县东北十八里、周回五里。”到元末时，湖泊退化为湿地，明末清初时又改为菱田，定居人家。今天的石桥街道、丁兰街道等都在昔日湖泊范围内，石桥的桃花漾是古湖泊的遗留。2019年下城区计划在电竞生态公园中建设诏息湖遗址生态湖。